# Kruhle, Zinkiv
Kruhle (în ucraineană Кругле) este un sat în comuna Perșotravneve din raionul Zinkiv, regiunea Poltava, Ucraina.

## Demografie
Componența lingvistică a localității Kruhle
     Ucraineană (97,56%)
     Rusă (2,44%)
Conform recensământului din 2001, majoritatea populației localității Kruhle era vorbitoare de ucraineană (97,56%), existând în minoritate și vorbitori de rusă (2,44%).